# Michel Kafando
Michel Kafando (nascut el 18 d'agost de 1942 a Uagadugu) fou el President de Burkina Faso interí de transició des del 21 de novembre de 2014 fins que fou destituir, el 17 de setembre de 2015, després reincorporat el 23 de setembre. Entre el 1998 i el 2011 havia estat Ambaixador de Burkina Faso a l'ONU i entre el 1982 i el 1983 havia estat Ministre d'Afers Exteriors del seu país.
Fou nomenat per les autoritats militars que ostentaven el poder d'ençà que l'antic president Blaise Compaoré dimitís a causa de l'Aixecament burkinès de 2014.

## Vida
Kafando va néixer a Uagadugu el 18 d'abril de 1942. Va estudiar batxillerat al Collège Jean-Baptiste de la Salle de Uagadugu. Es va graduar en dret públic a la Universitat de Burdeus el 1969 i el 1972 va obtenir el diploma en ciències polítiques a París. El 1990 es va doctorar en ciències polítiques a la Universitat de la Sorbona. També va estudiar estudis superiors a dakar i Ginebra. Està casat i té un fill.
Va treballar com a director de cooperació internacional (1976-1978), director de relacions internacionals (1978-1979), director d'organitzacions internacionals (1979-1981) i conseller tècnic del Ministre d'Afers Exteriors (1978-1980).

## Carrera política
Entre el 1982 i el 1983 fou el Ministre d'Afers Exteriors de l'Alt Volta (nom de Burkina Faso fins al 1985). Va ser l'únic ministre que va continuar en el seu càrrec després del Cop d'estat de Burkina Faso de 1982 fet per Jean-Baptiste Ouédraogo. El 1982 també fou Vicepresident de l'Assemblea General de les Nacions Unides. Kafando també ha encapçalat moltes delegacions de l'Organització per a la Unitat Africana (OUA) i fou vicepresident de l'ONG African Centre for Environmental Protection.
Va servir com a Representant Permanent (Ambaixador) de l'Alt Volta a les Nacions Unides dues temporades i com a Ambaixador de Cuba entremig. El 15 d'abril de 1998 va presentar les seves credencials a Kofi Anan, Secretari General de l'ONU.
Kafando fou President del Consell de Seguretat de les Nacions Unides entre el setembre de 2008 i el desembre de 2009.
A la matinada del 17 de novembre de 2014 Kafando fou nomenat President interí de Burkina Faso designat pel Consell Militar.

## President de Burkina Faso

### Arribada al poder
Michel Kafando fou nomenat president interí de transició per part del Consell Militar que governava Burkina Faso després que l'anterior president Blaise Compaoré fugís i dimitís després de l'Aixecament burkinès de 2014.
Kafando va ser proclamat president de Burkina el 21 de novembre de manera oficial i va rebre el poder de les mans d'Isaac Zida. Es va fer en una cerimònia a Ouaga 2000e en la que hi van assistir els presidents de diversos estats africans (Mali, Mohamed Ould Abdel Aziz de Mauritània, Macky Sall de Senegal, Mamadou Issoufou de Níger i Yayi Boni de Benín), els emissaris de l'ONU i la UA, els ambaixadors al país, la societat civil i els partits polítics. va rebre el reconeixement per part de l'ONU i la UA. Kafando tenia un mandat de com a màxim 12 mesos i les seves primeres mesures foren:
- Sancionar els que han fet crims econòmics.
- Rebatejar el «Monument als Herois Nacionals» amb el nou nom de «Panteó dels màrtirs de la Revolució»
- Autoritzar que s'investigui la mort de Thomas Sankara.